# Ildegarda di Egisheim

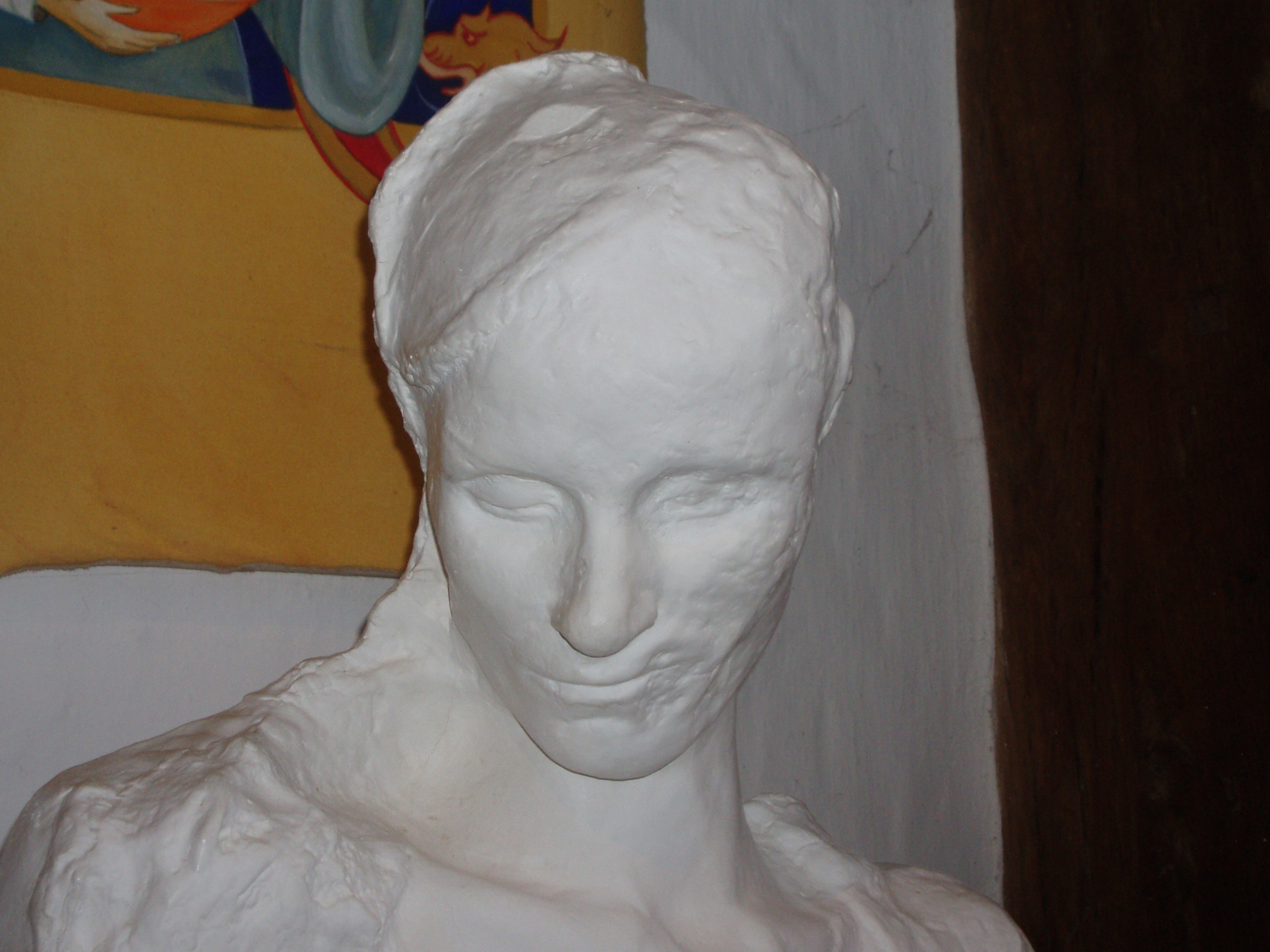
Busto di Ildegarda di Egisheim

Ildegarda di Egisheim (tra 1024 e 1035 – Schlettstadt, 1094 o 1095) fu contessa palatina di Svevia e contessa di Riesgau; è considerata la Stammmutter degli Hohenstaufen.

## Biografia
Apparteneva alla nobile famiglia dei conti di Eguisheim. Suo padre era indicato in Ottone II di Svevia, della dinastia degli Azzoni, anche se ricerche recenti hanno contestato questa filiazione ritenendo che Ottone II in realtà non abbia avuto figli e attribuendo la paternità a Gerardo III, conte di Egisheim-Dagsburg. La madre era probabilmente Matilde di Egisheim o Edivige (la prima figlia di Boleslao I di Polonia e di Oda di Meissen, la seconda figlia di Ugo IV di Nordgau e di Edvige di Dabo e sorella di papa Leone IX) o ancora Ildegarda di Schlettstadt.
In quanto moglie di Federico di Büren, è considerata la Stammmutter degli Hohenstaufen.
Una volta vedova, volle la costruzione della chiesa di Sainte-Foy a Colmar e ne fece dono all'abbazia di Sainte-Foy di Conques. La chiesa è stata sostituita un secolo più tardi da un edificio romanico. Morì nel 1094/1095 e fu sepolta nella cripta della chiesa di Sainte-Foy. Durante gli scavi nel 1892, la sua bara fu trovata intatta e le sue spoglie risultarono coperte da uno strato di calce, suggerendo che morì di peste. Questa scoperta ha permesso di realizzare un calco del suo busto, ora in mostra in un museo di Bad Wimpfen.

## Discendenza
Federico e Ildegarda ebbero i seguenti figli;
- Ludovico (in tedesco Ludwig) (1044 circa - † 1103 circa), conte palatino di Svevia dal 1094 alla morte e co-fondatore di San Fides a Schlettstadt (Sélestat) forse identificabile con Luigi il Vecchio di Sigmaringen;

- Adelaide (1045 circa - † estate 1094 circa);

∞ 1 Ottone, conte palatino (matrimonio incerto) oppure Ottone, Edelfreier (nobile libero) von den Fildern;
∞ 2 Berengario il Vecchio di Stubersheim.
- Ottone (1046/1047 circa - † 3 agosto 1100), vescovo di Strasburgo (1083 / 1084–1100), cofondatore nel 1094 della chiesa di Sainte-Foy di Sélestat; importante per quanto riguarda il rango, spesso contestato, della famiglia degli Hohenstaufen all'epoca, in quanto questo vescovado era molto severo sulle nobili origini dei suoi vescovi;
- Federico (1047/1048 circa - † 21 luglio 1105), duca di Svevia dal 1079 alla morte;

∞ 1086/1087 Agnese di Waiblingen, principessa e figlia dell'imperatore Enrico IV di Franconia della dinastia salica, sorella di dell'imperatore Enrico V; il luogo di Waiblingen fu da allora legato alla dinastia salica grazie al famoso storico della famiglia Hohenstaufen Ottone di Frisinga, figlio di Agnese dalla sua seconda unione con il margravio d'Austria Leopoldo III nel 1106, e quindi zio dell'imperatore Federico I Barbarossa. Ottone parlò di "Heinriche von Waiblingen" quando scrisse sulla dinastia salica.
- Corrado/Kuno (1048/1049 circa - † tra l'autunno 1094 e il mese di luglio 1095);
- Walther (1049/1050 circa - † dopo il 23 luglio 1095 o prima del 1103).

## Presunto figlio
- Manegoldo il Vecchio (1043 circa - † l'estate del 1094)[3], conte palatino di Svevia intorno al 1070/75 alla morte, forse da identificare con Manegoldo il Vecchio conte di Sigmaringen[4]  ∞ Adelaide della dinastia degli Adalbert o Hupaldingi (antenati dei conti di Dillingen). Egli non compare nella carta del 1094 e non sarebbe un figlio di Federico di Büren e di Ildegarda.